# Soulgé-sur-Ouette
Soulgé-sur-Ouette est une commune française, située dans le département de la Mayenne en région Pays de la Loire, peuplée de 1 060 habitants (les Soulgéens).
La commune fait partie de la province historique du Maine, et se situe dans le Bas-Maine.

## Géographie
- À 17 km et 20 minutes de Laval.
- À 31 km et 30 minutes de Château-Gontier.

### Climat
Pour des articles plus généraux, voir Climat des Pays de la Loire et Climat de la Mayenne.
En 2010, le climat de la commune est de type climat océanique altéré, selon une étude du CNRS s'appuyant sur une série de données couvrant la période 1971-2000. En 2020, Météo-France publie une typologie des climats de la France métropolitaine dans laquelle la commune est exposée à un climat océanique et est dans la région climatique  Moyenne vallée de la Loire, caractérisée par une bonne insolation (1 850 h/an) et un été peu pluvieux. 
Pour la période 1971-2000, la température annuelle moyenne est de 11,2 °C, avec une amplitude thermique annuelle de 13,8 °C. Le cumul annuel moyen de précipitations est de 776 mm, avec 12,6 jours de précipitations en janvier et 7 jours en juillet. Pour la période 1991-2020, la température moyenne annuelle observée sur la station météorologique de Météo-France la plus proche, sur la commune de Saint-Georges-le-Fléchard à 5 km à vol d'oiseau, est de 11,8 °C et le cumul annuel moyen de précipitations est de 798,7 mm,. Pour l'avenir, les paramètres climatiques de la commune estimés pour 2050 selon différents scénarios d'émission de gaz à effet de serre sont consultables sur un site dédié publié par Météo-France en novembre 2022.

## Urbanisme

### Typologie
Au 1er janvier 2024, Soulgé-sur-Ouette est catégorisée bourg rural, selon la nouvelle grille communale de densité à sept niveaux définie par l'Insee en 2022.
Elle est située hors unité urbaine. Par ailleurs la commune fait partie de l'aire d'attraction de Laval, dont elle est une commune de la couronne,. Cette aire, qui regroupe 66 communes, est catégorisée dans les aires de 50 000 à moins de 200 000 habitants,.

### Occupation des sols
L'occupation des sols de la commune, telle qu'elle ressort de la base de données européenne d’occupation biophysique des sols Corine Land Cover (CLC), est marquée par l'importance des territoires agricoles (97,4 % en 2018), en diminution par rapport à 1990 (98,4 %). La répartition détaillée en 2018 est la suivante : 
prairies (53,9 %), terres arables (38,6 %), zones agricoles hétérogènes (4,9 %), zones urbanisées (2,6 %). L'évolution de l’occupation des sols de la commune et de ses infrastructures peut être observée sur les différentes représentations cartographiques du territoire : la carte de Cassini (XVIIIe siècle), la carte d'état-major (1820-1866) et les cartes ou photos aériennes de l'IGN pour la période actuelle (1950 à aujourd'hui).

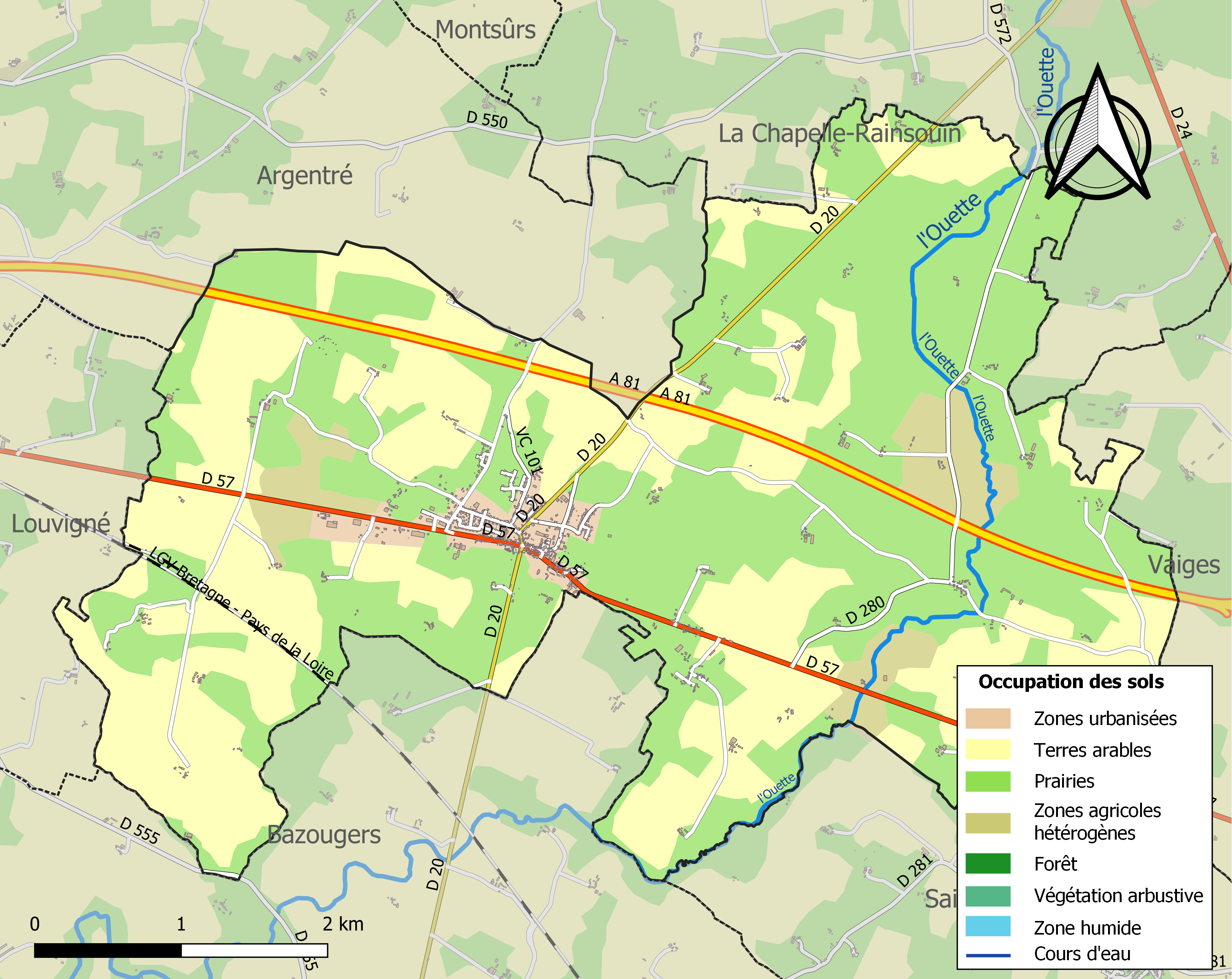
Carte des infrastructures et de l'occupation des sols de la commune en 2018 (CLC).

## Histoire
Le 1er janvier 1973, la commune de Soulgé-le-Bruant s'associe avec Nuillé-sur-Ouette, la commune ainsi créée prenant le nom de Soulgé-sur-Ouette. La fusion devient totale le 1er juillet 1980.

### Le chemin de fer
Les communes de Soulgé-le-Bruant et Nuillé-sur-Ouette (maintenant fusionnées en Soulgé-sur-Ouette) étaient desservies par la ligne de chemin de fer départemental reliant Laval à Saint-Jean-sur-Erve. Cette ligne fut ouverte à l'exploitation le 8 mai 1900. À partir du 8 novembre 1934, le service fut transféré sur route. En 1935, seuls vingt-quatre trains spéciaux circulèrent sur la ligne qui fut définitivement fermé le 1er mai 1935.
En 1902, la gare de Soulgé-le-Bruant avait accueilli 10 021 voyageurs et la halte de Nuillé-sur-Ouette 2 436 voyageurs.

## Seigneurs de Soulgé
La seigneurie de Soulgé mouvait du comté du Maine. Personnel judiciaire au XVIIIe siècle : juge civil et criminel, procureur fiscal, greffier, notaire et sergent.
| Période                                  | Période | Identité                                                                       | Étiquette | Qualité |
| ---------------------------------------- | ------- | ------------------------------------------------------------------------------ | --------- | ------- |
| 1371                                     | 1396    | Jean Auvé                                                                      |           |         |
| 1396                                     | 1396    | chevalier Jean Auvé, tué à Nicopolis                                           |           |         |
| 1396                                     | 1406    | Gervais Auvé tué à Azincourt                                                   |           |         |
| 1406                                     | 1472    | Simon Auvé                                                                     |           |         |
| 1472                                     | 1473    | Jean Auvé                                                                      |           |         |
| 1473                                     | 1501    | Marie Auvé ép. de Jean d’Aché                                                  |           |         |
| 1501                                     | 1530    | Jean d’Arché                                                                   |           |         |
| 1530                                     | 1579    | Jean d’Aché                                                                    |           |         |
| 1579                                     | 1607    | Galois d’Aché                                                                  |           |         |
| 1607                                     | 1652    | Charles d’Aché                                                                 |           |         |
| 1652                                     | 1676    | Marquis Alexandre d’Aché                                                       |           |         |
| 1676                                     | 1689    | Marie de Montesson, veuve d’Alexandre A. qui obtient Soulgé en réemploi de dot |           |         |
| 1689                                     | 1731    | Marquis Jean-Baptiste de Montesson (1646-1731), frère de Marie                 |           |         |
| 1731                                     | 1769    | Marquis Jean-Baptiste de Montesson (1687-1769), fils du précédent              |           |         |
| 1769                                     | 1779    | Anne Ruault du Tronchot veuve de Nicolas Prévost de Saint-Cyr                  |           |         |
| 1779                                     | 1783    | Armand Mathurin marquis de Vassé                                               |           |         |
| 1783                                     | 1784    | Alexis Étienne Bruno marquis de Vassé (vend)                                   |           |         |
| 1784                                     | 1789    | François Besnier sieur de la Gâtellière (1744-1811) (achète)                   |           |         |
| Les données manquantes sont à compléter. |         |                                                                                |           |         |

## Politique et administration

### Liste des maires
| Période                                  | Période   | Identité                    | Étiquette | Qualité                                                                                                  |
| ---------------------------------------- | --------- | --------------------------- | --------- | --- |
| 1789                                     | 1794      | Urbain Besnier              |           | Frère du chouan Nicolas Besnier de Chambray et de F. Besnier de la Gastelerie. Révoqué le 2 juillet 1794 |
| 1794                                     | 1796      | F. Cribier                  |           | |
| 1796                                     | 1798      | Courcelle                   |           | |
| 1798                                     | 1800      | René Leroux                 |           | |
| 1800                                     | 1803      | Urbain Besnier              |           | |
| 1803                                     | 1813      | Pierre François Le Breton   |           | |
| 1813                                     | 1813      | Letourneur-Dutilleul        |           | |
| 1813                                     | 1816      | Augustin Pottier Verdrie    |           | |
| 1816                                     | 1829      | Letourneur-Dutilleul        |           | |
| 1829                                     | 1837      | Urbain-Joseph Besnier       |           | |
| 1837                                     | 1852      | Jules Barouille             |           | |
| 1852                                     | 1870      | Alfred Trippier de Lagrange |           | Notaire                                                                                                  |
| 1870                                     | 1873      | Alfred Maudet               |           | Notaire                                                                                                  |
| 1873                                     | 1881      | Joseph-Charles Prodhomme    |           | Entrepreneur                                                                                             |
| 1881                                     | 1884      | Paul Véleau                 |           | Médecin                                                                                                  |
| 1884                                     | 1892      | Joseph-Charles Prodhomme    |           | Entrepreneur                                                                                             |
| 1892                                     | 1896      | Henri Jupin                 |           | Négociant                                                                                                |
| 1896                                     | 1900      | Augustin Mézière            |           | Notaire                                                                                                  |
| 1900                                     | 1901      | Édouard-Félix Bozée         |           | Notaire de 1900 au 14/04/1901                                                                            |
| 1901                                     | 1901      | Paul Véleau                 |           | Médecin (du 14 /04 au 18/05)                                                                             |
| 1901                                     | 1904      | Augustin Mézière            |           | Notaire                                                                                                  |
| 1904                                     | 1919      | Paul Véleau                 |           | Médecin                                                                                                  |
| 1919                                     | 1956      | Édouard René Bozée          |           | Avocat                                                                                                   |
| 1956                                     | 1977      | Roger Dreux                 |           | Notaire                                                                                                  |
| 1977                                     | 1983      | Henri de Meynard            |           | Courtier en assurance                                                                                    |
| 1983                                     | 1995      | Marcel Corbeau              |           | Agriculteur                                                                                              |
| 1995                                     | mars 2014 | Jean-Michel Faguer          |           | Gérant de société                                                                                        |
| mars 2014                                | En cours  | Michel Rocherullé           | DVD       | Sapeur-pompier professionnel                                                                             |
| Les données manquantes sont à compléter. |           |                             |           | |

## Démographie
L'évolution du nombre d'habitants est connue à travers les recensements de la population effectués dans la commune depuis 1793. Pour les communes de moins de 10 000 habitants, une enquête de recensement portant sur toute la population est réalisée tous les cinq ans, les populations de référence des années intermédiaires étant quant à elles estimées par interpolation ou extrapolation. Pour la commune, le premier recensement exhaustif entrant dans le cadre du nouveau dispositif a été réalisé en 2006.
En 2022, la commune comptait 1 060 habitants, en évolution de −2,48 % par rapport à 2016 (Mayenne : −0,73 %, France hors Mayotte : +2,11 %).
| 1793 | 1800 | 1806 | 1821 | 1831 | 1836 | 1841 | 1846 | 1851 |
| ---- | ---- | ---- | ---- | ---- | ---- | ---- | ---- | ---- |
| 596  | 531  | 843  | 767  | 833  | 849  | 869  | 909  | 920  |

| 1856 | 1861 | 1866 | 1872 | 1876 | 1881 | 1886 | 1891 | 1896 |
| ---- | ---- | ---- | ---- | ---- | ---- | ---- | ---- | ---- |
| 939  | 929  | 886  | 816  | 776  | 726  | 687  | 668  | 659  |

| 1901 | 1906 | 1911 | 1921 | 1926 | 1931 | 1936 | 1946 | 1954 |
| ---- | ---- | ---- | ---- | ---- | ---- | ---- | ---- | ---- |
| 672  | 624  | 666  | 508  | 565  | 556  | 550  | 601  | 560  |

| 1962 | 1968 | 1975 | 1982 | 1990 | 1999 | 2006  | 2011  | 2016  |
| ---- | ---- | ---- | ---- | ---- | ---- | ----- | ----- | ----- |
| 539  | 527  | 748  | 817  | 889  | 971  | 1 073 | 1 109 | 1 087 |

| 2021  | 2022  | - | - | - | - | - | - | - |
| ----- | ----- | - | - | - | - | - | - | - |
| 1 076 | 1 060 | - | - | - | - | - | - | - |

## Lieux et monuments

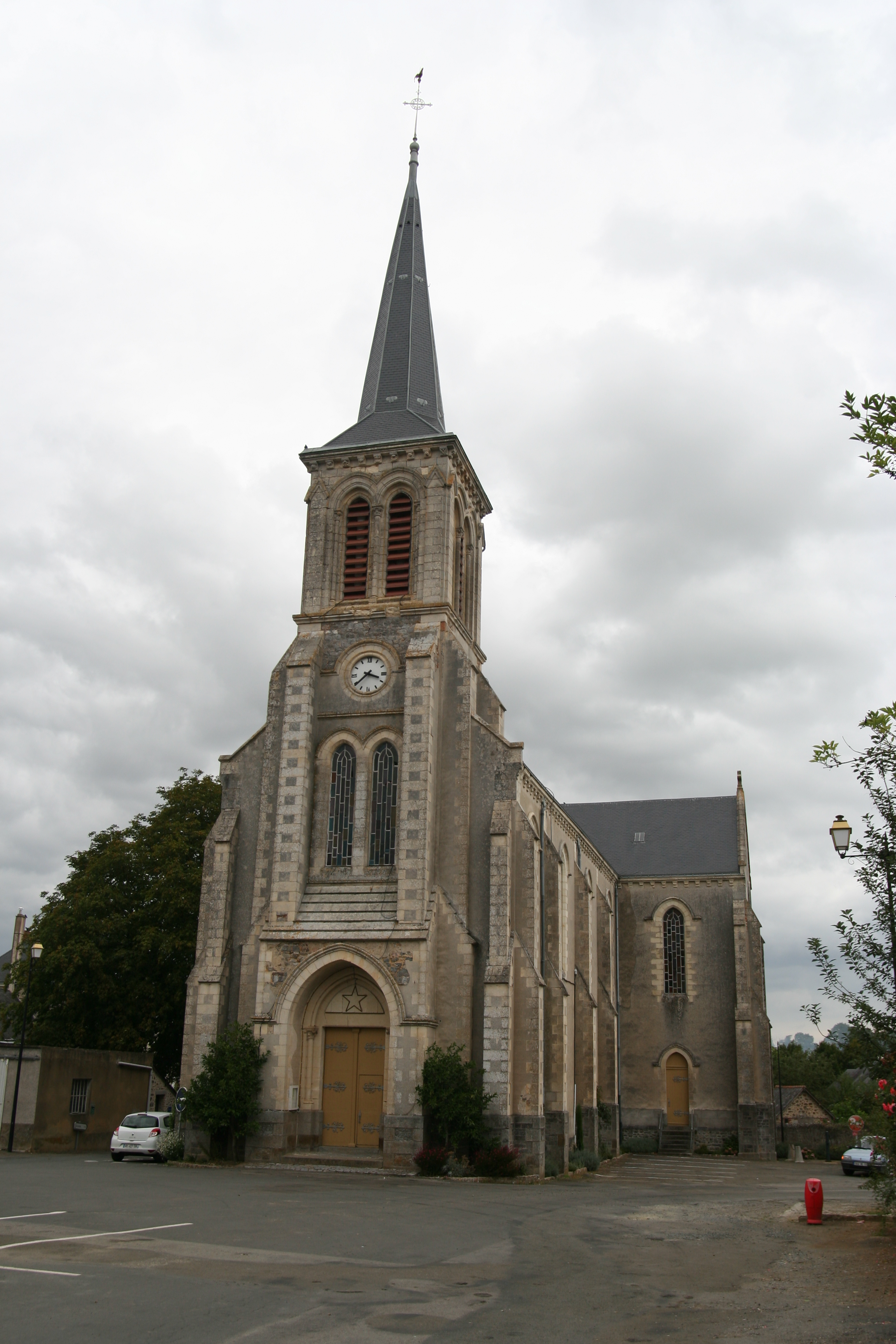
Église Saint-Médard

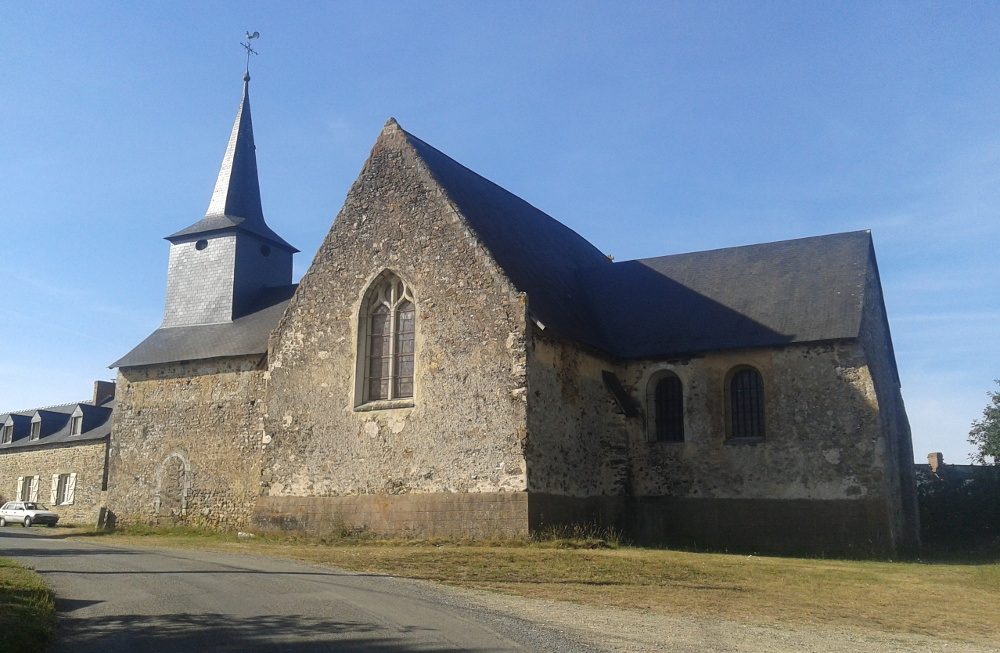
Église Saint-Martin de Nuillé

- Église Saint-Médard, reconstruite au XIXe siècle[21].
- Église Saint-Martin de Nuillé[22].
- Maison dite château des Arcis.
- Château de la Motte-Valory

## Personnalités liées à la commune
- Raymond Delatouche (1906-2002), historien, a vécu à Soulgé.
- Camille Hermange (1921-2007), instituteur, résistant, spécialiste dans le domaine de l'éducation et du soin au profit des enfants handicapés.
- Famille de Valori